# 一夜怪談
『一夜怪談』（いちやかいだん）とは、サンソフト内のGセクション部が製作した携帯電話向けのアドベンチャーゲームである。公式サイトのナイトメア・プロジェクトでダウンロードすることができる。
『調べる』『考える』『移動』などのコマンドを選択しながらストーリーを進めていく。
プレイヤーのとった行動により、6つの違う結末に辿り着く。
開発者曰く「『歪み』よりかは怖め」だが、プレイヤーの意見は大きく分かれている。

## あらすじ
舞台はあるアパートのある部屋。主人公は其処につい最近越して来たばかりの大学生。
まだ散らかっている部屋の片付けの最中、見覚えのない古いカレンダーを見つける。
それが、恐怖の始まりとも知らずに……。

## 登場人物
萩間 靖之（はぎま やすゆき）
主人公。19歳の大学生。能天気でお人好し。加えて大の怖がり。
霊感の類は持っていないが、幽霊全般にめっぽう強い体質らしい。
よく思考が逸れる傾向があるが、基本的に物事は一生懸命取り組むので逸れる思考さえ何とかできればかなりの能力を発揮する。幼い頃母を亡くしており、現在の母は『育ての母』だが、違和感は呆れるほどにない模様。作中には登場しないが姉が2人居る。
友人の浅葱に『ホラーに向いている主人公』と言われる。
浅葱 圭一郎（あさぎ けいいちろう）
24歳の会社員。萩間の友人にあたる。
霊感を持っている為、そう言ったものを見る事が出来る。しかし本人曰く『見えるだけで何も出来ない』との事。『沼屋敷事件』と言う事件で萩間と出会うが、事件の詳細は明かされていない。萩間に『冷たく見えて実は菩薩の様に優しい』と言われるが、本人は『無駄に美化している』と呆れていた。実は萩間より背が低い。
EXTRA STORYでは主人公を担当。
女の子（おんなのこ）
萩間の携帯に電話を掛けてきた女の子。
萩間には覚えのない事を言い、終いには彼を『先生』と呼び始める。
本名は『内田 さとみ』（本編中では“内”部分は擦れていて読めないが、公式サイト企画にて判明）。家庭教師である『先生』と恋仲だったが、彼女の引越しが原因で離れ離れになってしまう。それを境に、『先生』との交際が途切れ、異常なストーカー行為に走った。自分の誕生日に『先生』の自宅に赴き無理心中を図るも、彼女だけが亡くなった。死後、その部屋に入居した男性を襲う地縛霊となり、ある約束を果たそうとする。
先生（せんせい）
作中明確には登場しない。イニシャルはM。
本名は『藤川正樹』(公式サイト企画にて判明)。萩間の部屋の元入居者で事件当時は大学生。女の子に対し『世界で一番大事』と言い、『何でも好きな物をあげる』と誕生日に約束したが、彼女を裏切る事になる。EXTRA STORYでようやく約束を果たされる様な描写がある。
野々宮 司（ののみや つかさ）
萩間の大学の友人。作中では名字のみの登場。公式サイト内コラム第7回にて名前が判明。
大学に居る時はほとんどつるんでいるらしい。萩間が言うには彼女が居るのに付き合いが良く、マメで良いヤツだけどマメ過ぎて細かいとの事。
部屋に怯える萩間に転がり込まれ、大量のお札を押し付けられた。
みかりん
EXTRA STORYに登場した萩間の地元の銘菓。みかんとりんごを使用しているからみかりん。
『うさんくささ』がテーマ。キャッチフレーズは『あなたと私を繋ぐ夢の味』で、何とも形容し難いキャラクターが売り。幽霊にも動じない浅葱を絶句させた。

## その他
作中の音楽は(有)カイナに外注している。